# Кочериново
Кочерѝново е град в Западна България. Той се намира в Област Кюстендил, в близост до град Благоевград. Градът е административен център на община Кочериново.

## География
Град Кочериново се намира на 90 км южно от София, на 2 км източно от европейски път E79. През града минава  пътят за Рилския манастир. Наблизо минават 2 реки – Рилска, която се влива в Струма.
Въпреки че е само на 8 км северно от Благоевград, градчето принадлежи административно към област Кюстендил.

## История
През 1933 село Кочеринов получава одобрение за финасиране от държавния фонд Кооперативни строежи на народни училища.

## Население
Численост и дял на етническите групи според преброяването на населението през 2011 г.:
|                     | Численост | Дял (в %) |
| Общо                | 2362      | 100,00    |
| Българи             | 2229      | 94,36     |
| Турци               | 0         | 0,00      |
| Цигани              | 82        | 3,47      |
| Други               | 4         | 0,16      |
| Не се самоопределят | 0         | 0,00      |
| Неотговорили        | 42        | 1,77      |

## Култура
Основното вероизповедание е християнското православие. Основната черква в града, посветена на Рождество Богородично, е построена през 1863 година.
Другият храм в града е посветен на Свети Йоан Рилски Чудотворец.
През 2008 година е построен параклис в чест на Света Петка Епиватска (Българска). Храмът е осветен от Знеполски епископ Йоан, викарий на Софийския митрополит.
Кочериново е част от Дупнишка духовна околия на Софийска епархия на Българската православна църква.
- Църквата на града
- Храм „Рождество Богородично“

## Икономика
В близкото минало местното население се препитава главно с тютюнопроизводство. Тогава голяма част от населението работи в завода за хартия и опаковки „Никола Вапцаров“ (бившата Балабанова фабрика) в Бараково, който след реституцията вече не функционира. Има работещ шивашки цех, сладкарски цех и фабрика за брикети.

## Забележителности
- Паметник на загиналите воини във войните през 1912 – 1913 г. и 1915 – 1918 г.
- Паметник на загиналите руски воини от 124 Воронежки полк – П1 рота в Руско-турската война (1877 – 1878 г.)
- Паметник на загиналите воини във Втората световна война

## Редовни събития
На 21 септември ежегодно се провежда събор на града.

## Личности
Родени в Кочериново
- Георги Салтамарков (1899 – 1972), изследовател на рентгенови лъчи[7]
- Иван Димитров (1849 – 1924), български зограф, революционер и политик, учи иконопис в Банско, работи из Горноджумайско и Радомирско, участва в Априлското въстание, кмет на Кочериново и народен представител през 1900 година[8]
- Костадин Андонов, македоно-одрински опълченец, 18 (19)-годишен, касапин, I клас, Струмишка чета, 3 рота на 14 воденска дружина[9]
- Таско Стоилков (1878 – ?), войвода на ВМОРО, народен представител

Свързани с Кочериново
- Никола Вапцаров (1909 - 1942), поет. След дипломирането си Вапцаров постъпва на работа във фабриката на „Българска горска индустрия“ АД в селото като огняр и после механик. Избран е за председател на професионалното дружество, защитаващо правата на работниците. Едновременно с това организира, пише и играе роли в любителски театър.